# Джон Шеперд-Баррон
Джон Шеперд–Баррон (англ. John Adrian Shepherd-Barron; 23 червня 1925, Меґхалая — 15 травня 2010) — шотландський винахідник банкомата.

## Винахід
Ідея створення апарата, який може у будь-який час видавати паперові гроші, прийшла Шеппарду у середині 1960-х років, коли він працював на компанію з виробництва цінних паперів. Перший цілодобовий банкомат з'явився у червні 1967 року, в Лондоні. Для зняття грошей використовували іменні ваучери, які необхідно було заздалегідь отримати в банку.